# Ángel de Pedro
Ángel de Pedro Cuesta (Farasdués, Zaragoza, 1952) es un pintor e ilustrador español.

## Biografía
Ángel de Pedro adquirió sus primeras nociones de dibujo y pintura  en los estudios de Mariano Rabadán, Alejandro Cañada y como alumno libre en la Escuela de Artes y Oficios Artísticos de Zaragoza. Posteriormente, en Madrid, cursó estudios de Ciencias de la Imagen en la Facultad de Ciencias de la Información de la Universidad Complutense.
Dirigió el cortometraje La última carrera, premio al mejor corto español en el IX festival de Films Cortos Ciudad de Huesca, y ha participado posteriormente en diversos proyectos cinematográficos.
Como ilustrador ha colaborado en numerosas revistas y medios españoles y extranjeros: La Codorniz, La Luna de Madrid, El País, Heraldo de Aragón, Vogue, Marie Claire, Penthouse, Cedro, Mujer de Hoy, Yo Dona, Das Zeitbild, Courrier International, Condor Verlag,  Alfaguara, Santillana, Imaginarium, Diálogo Infantil, Ministerio de Trabajo y Asuntos Sociales, Ayuntamiento de Madrid, Radiotelevisión Valenciana y otras.
Posee un estilo sintético, de líneas depuradas y concisas, con formas plasmadas en colores vivos y limpios, en las que se adivinan ecos cubistas y vanguardistas. Posee una gran versatilidad, conservando siempre su sello propio tanto en cubiertas de libros, carteles, collages, ilustración infantil, publicidad o imágenes institucionales. Ha escrito e ilustrado cuentos infantiles para Imaginarium, Edimater y Diálogo Infantil.
Como pintor ha realizado seis exposiciones individuales y participado en diversas colectivas. Sus pinturas son una meditación sobre lo cotidiano y visible, a través de objetos y figuras cargadas a la vez de simbolismo, representado en superficies fragmentadas y rítmicas de composición depurada. Utiliza unos valores cromáticos esenciales obteniendo con la máxima simplificación la mayor expresividad, despojando lo anecdótico y valorando lo primordial.

## Obra
Como ilustrador
- 2004 Una fábula de animales. Ángel de Pedro. (Imaginarium)
- 2010 La escapada. Ángel de Pedro. (Diálogo Infantil)
- 2010 La gran aventura de Martín. Ángel de Pedro. (Edimater)

## Premios
- 1981 Premio Jinete Ibérico. IX  Festival Internacional de Films Cortos Ciudad de Huesca.
- 1992, 1993, 1995 The Society of Newspaper Design (1 Plata, 2 Bronces, 2 Excelencias).
- 1999 Diploma de Excelencia por The European Design Annual.
- 2004 Diploma de Excelencia de la Feria Internacional del libro ilustrado de Bolonia.
- 2007 Selección Oficial de la Bienal Internacional de Ilustración de Bratislava.
- 2010 Mención Especial al texto e ilustraciones de su cuento La escapada. IV Concurso del Álbum Ilustrado Cabildo de Gran Canaria.

## Exposiciones
Exposiciones individuales
- 1979   Collages. Galería Spectrum. Zaragoza.
- 1986   Pinturas y collages. Galería Cámara Oscura. Logroño.
- 1986   Pinturas y collages. Galería Spectrum. Zaragoza.
- 2000   De cine. Pinturas. Sede de la 10.ª Semana de Cine Experimental de Madrid.
- 2009   Cara y cruz. Pinturas. Palacio de Montemuzo. Zaragoza.
- 2009   Pinturas. Sala Martín Chirino. San Sebastián de los Reyes.

Exposiciones colectivas
- 1991   Mercado Puerta de Toledo. Sala de exposiciones de la ADG-FAD. Madrid, Barcelona.
- 1992   Sala de exposiciones de la ADG-FAD. Club Directores de Arte. Barcelona.
- 1996   Pintando adrede a Gerardo Diego.  Centro  Cultural  de la Villa de Madrid. Itinerante: España, Alemania, Italia, Grecia...
- 1997   Asociación La Cultural. Madrid.
- 1998   Pintando a la Generación del 27. Itinerante: Madrid, León, Cantabria, Málaga,  Burgos...
- 1999   A Lápiz. Círculo de Bellas Artes. Madrid.
- 2000   Signos del siglo. Museo Nacional Centro de Arte Reina Sofía. Madrid.
- 2001   Zoo de papel. Pabellón Feria del Libro. Madrid.
- 2002   Abrecartas. La Fábrica. Madrid.
- 2002   Artistas en favor del pueblo palestino. Centro Cultural Conde Duque. Madrid.
- 2004   Tipos ilustrados. Sala Cromotex. Madrid.
- 2004   Selección Oficial Feria del Libro Infantil. Bolonia. Itabashi Art Museum. Tokio.
- 2004   Viene el Coco. itinerante.
- 2005   Panorama de la ilustración infantil y juvenil en España. Bolonia. Pekín, Goteborg. México, Shanghay.
- 2005   Don Quijote ilustrado. Itinerante.
- 2006   Cuatro ilustradores. Centro Cultural Juan Prado. Valdemoro Centro Cultural Teresa de Calcuta. Madrid.
- 2007   Bienal de ilustración de Bratislava.
- 2008   La noche. Consejo General del Libro. Centro Cultural la Vaguada. Madrid.
- 2009   Ilustres en la pared. Sala de Exposiciones del Ayuntamiento de León.
- 2010   Colección Equiart. Sala 4º Espacio. Diputación de Zaragoza.